# Manga Taishō

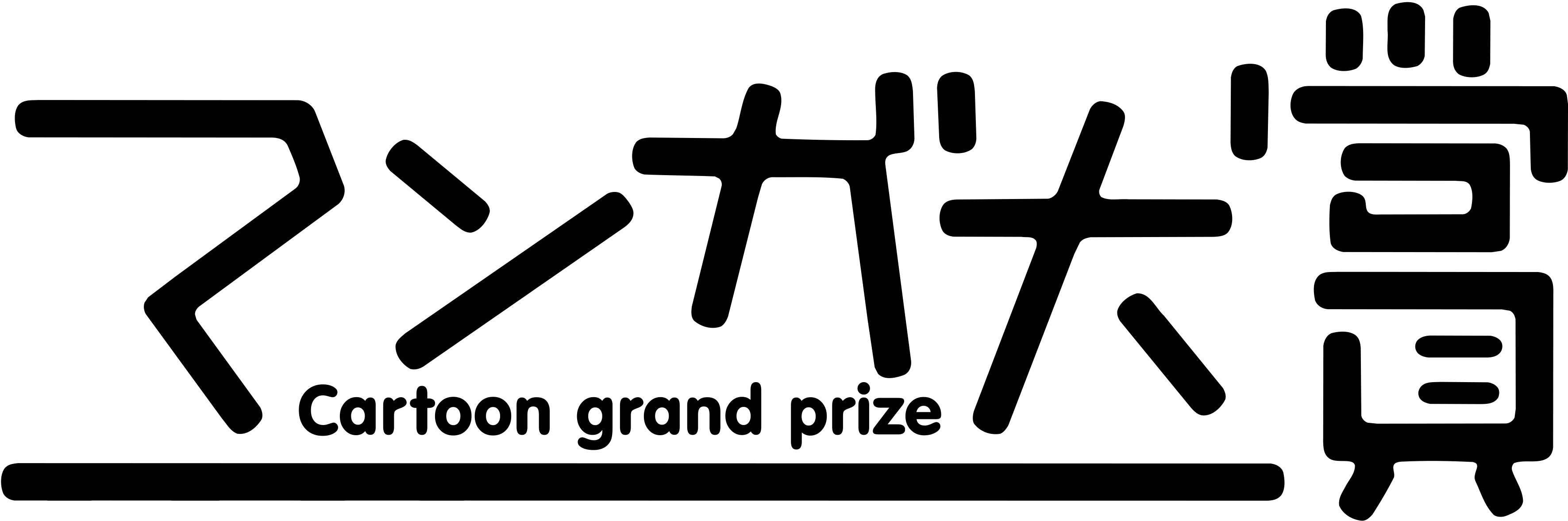
Logo del premio

Il Manga Taishō (マンガ大賞? lett. "Gran premio dei fumetti"), nome internazionale Cartoon Grand Prize, è un premio annuale ideato dall'annunciatore radiofonico di NBS Hisanori Yoshida (吉田尚記?, Yoshida Hisanori), istituito nel 2008 e volto a premiare manga (fumetti prodotti e pubblicati in Giappone) relativamente recenti e non ancora molto celebri allo scopo di promuoverli fra i nuovi lettori.

## Giuria e sistema di votazione
Al contrario della maggior parte degli altri premi di settore, organizzati dalle singole case editrici e votati dai loro editori secondo criteri tecnici o artistici, il Manga Taishō è gestito da una commissione autonoma chiamata Comitato esecutivo del Manga taishō (マンガ大賞実行委員会?, Manga taishō jikkō iinkai) e composta da un centinaio di volontari che si identificano come "amanti dei fumetti di ogni tipo", in massima parte parte librai o gestori di fumetterie, da cui sono rigorosamente esclusi fumettisti, editori, grafici e ogni professionista che lavori nel campo dei fumetti. I componenti della commissione votano con il criterio dell'interesse rispondendo alla domanda "qual è il fumetto più interessante di questo momento?": per questo motivo sono nominabili solo opere attuali, pubblicate nell'anno solare precedente a quello della premiazione e che non abbiano superato gli otto tankōbon (volumi). Per via della composizione dei votanti e della natura dell'opera premiata, il Manga Taishō è paragonabile ad altri premi "popolari" come lo Hon'ya Taishō (本屋大賞? "Gran premio delle librerie") per la letteratura in prosa o, in Italia, al Premio Bancarella.
Il sistema di voto è identico a quello del premio Hon'ya Taishō e si compone di due fasi. Nella prima, ogni componente della commissione indica cinque titoli, si sommano i voti di tutti i componenti e i primi dieci votati vanno a comporre la lista dei candidati; in caso di pareggio, entrambi i titoli vengono inclusi e la lista estesa, ad esempio nel 2012 ci sono stati 15 candidati. Nella seconda fase i votanti sono chiamati a leggere integralmente tutte le opere candidate e dunque a esprimere una classifica con il loro primo, secondo e terzo classificato a cui attribuiscono rispettivamente 3, 2 e 1 punti: la somma dei punti di tutti i votanti porta alla classifica finale.
Il Manga Taishō premia le opere e non gli autori, dunque le opere candidate possono essere ri-candidate finché non vincono, ma le opere vincitrici non possono più competere; opere di autori che hanno già visto una loro opera premiata possono essere candidate. Poiché il premio non è in alcun modo sponsorizzato o connesso con le case editrici e si basa interamente sul volontariato della commissione, i votanti sono tenuti a comprare a loro spese i volumi da giudicare e i vincitori non ricevono nessun premio in denaro; in compenso, i librai si impegnano a promuovere fortemente i titoli vincitori all'interno dei loro punti vendita, il che genera loro un significativo aumento delle vendite e un forte ritorno d'immagine, che ha portato in svariati casi alla realizzazione di serie animate o telefilm.
L'artista che ha visto più volte le sue opere candidate è la fumettista Akiko Higashimura con sette candidature e una vittoria per Disegnaǃ - Kakukaku shikajika nel 2015, mentre l'opera più volte candidata è Dungeon Food con quattro candidature fra il 2016 e il 2019, e il suo autore Ryōko Kui ha visto un totale di sei candidature per le sue opere (secondo autore con più opere nominate dopo Highashimura). Nel 2009 si sono registrati sia il punteggio più alto per l'opera vincitrice, ovvero Chihayafuru - Il gioco di Chihaya di Yuki Suetsugu con 102 punti, sia per l'opera al secondo posto, Uchu kyodai - Fratelli nello spazio di Chūya Koyama con 94 punti. Nessun autore ha avuto finora due opere premiate.

## Edizioni

### Prima edizione (2008)
- Vincitore[10]: Gaku di Shin'ichi Ishizuka
- Candidati[5]:
  - Our Little Sister - Diario di Kamakura di Akimi Yoshida
  - Ooku - Le stanze proibite di Fumi Yoshinaga
  - Kinō nani tabeta? di Fumi Yoshinaga
  - Arrivare a te di Karuho Shiina
  - Kōkoku no shugosha di Daisuke Satō e Yū Itō
  - Tomehane! Suzuri kōkō shodōbu di Katsutoshi Kawai
  - Natsume degli spiriti di Yuki Midorikawa
  - Himawari: Kenichi Legend di Akiko Higashimura
  - Flower of Life di Fumi Yoshinaga
  - Moyasimon di Masayuki Ishikawa
  - Yotsuba &! di Kiyohiko Azuma

### Seconda edizione (2009)
- Vincitore[11]: Chihayafuru - Il gioco di Chihaya di Yuki Suetsugu
- Candidati[12]:
  - Uchu kyodai - Fratelli nello spazio di Chūya Koyama
  - Un marzo da leoni di Chika Umino
  - Shinya shokudō di Yarō Abe
  - Seishun Shōnen Magazine 1978-1983 di Makoto Kobayashi
  - Saint Young Men di Hikaru Nakamura
  - Tomehane! Suzuri kōkō shodōbu di Katsutoshi Kawai
  - Toriko di Mitsutoshi Shimabukuro
  - Mama ha tenparist di Akiko Higashimura
  - Yondemasuyo, Azazel-san. di Yasuhisa Kubo

### Terza edizione (2010)
- Vincitore[13]: Thermae Romae di Mari Yamazaki
- Candidati[14]:
  - I am a Hero di Kengo Hanazawa
  - Aoi honō di Kazuhiko Shimamoto
  - Uchu kyodai - Fratelli nello spazio di Chūya Koyama
  - Otoko no isshō di Keiko Nishi
  - Kuragehime di Akiko Higashimura
  - Kōkō kyūji Zawa-san di Eriko Mishima
  - Bakuman. di Tsugumi Ōba e Takeshi Obata
  - Mushi to uta: Ichikawa Haruko sakuhin-shū di Haruko Ichikawa
  - Moteki di Mitsurō Kubo

### Quarta edizione (2011)
- Vincitore[15]: Un marzo da leoni di Chika Umino
- Candidati[16]:
  - I am a Hero di Kengo Hanazawa
  - I giorni della sposa di Kaoru Mori
  - Omo ni naitemasu di Akiko Higashimura
  - Kokkoku di Seita Horio
  - Sayonara mo iwazu ni di Kentarō Ueno
  - Saru di Daisuke Igarashi
  - Shitsuren Chocolatier di Setona Mizushiro
  - L'attacco dei giganti di Hajime Isayama
  - Drifters di Kōta Hirano
  - Don't Cry Girl di Tomoko Yamashita
  - Hana no zubora-meshi di Masayuki Kusumi e Etsuko Mizusawa
  - Mashiro no oto di Marimo Ragawa

### Quinta edizione (2012)
- Vincitore[17]: Silver Spoon di Hiromu Arakawa
- Candidati[18]:
  - I am a Hero di Kengo Hanazawa
  - I fiori del male di Shūzō Oshimi
  - Gurazeni di Yūji Moritaka e Keiji Adachi
  - Getenrō di Masakazu Ishiguro
  - Bugie d'aprile di Naoshi Arakawa
  - Shōwa Genroku rakugo shinjū di Haruko Kumota
  - Giga Tokyo Toy Box di Ume
  - Takasugi-san-chi no o-bentō di Nozomi Yanahara
  - Tonari no Seki-kun di Takuma Morishige
  - Drifters di Kōta Hirano
  - 25-ji no bakansu di Haruko Ichikawa
  - Nobunaga Concerto di Ayumi Ishii
  - Hibi Rock di Katsumasa Enokiya
  - Hōzuki no reitetsu di Natsumi Eguchi

### Sesta edizione (2013)
- Vincitore[19]: Our Little Sister - Diario di Kamakura di Akimi Yoshida
- Candidati[20]:
  - Assassination Classroom di Yūsei Matsui
  - I giorni della sposa di Kaoru Mori
  - My Love Story!! di Kazune Kawahara e Aruko
  - Sanzoku Diary di Kentarō Okamoto
  - Terra Formars di Yū Sasuga e Kenichi Tachibana
  - Ningen karimenchū di Taeko Uzugi
  - Hi Score Girl di Rensuke Oshikiri
  - Bokura no funkasai di Keigo Shinzō
  - Welcome to the Ballroom di Tomo Takeuchi
  - Kui ryōko sakuhin-shū: Ryū no kawaii nanatsu no ko di Ryōko Kui

### Settima edizione (2014)
- Vincitore[21]: I giorni della sposa di Kaoru Mori
- Candidati[22]:
  - Ashizuri suizokukan di panpanya
  - Ajin - Demi Human di Gamon Sakurai
  - Sono Sakamoto, perché? di Nami Sano
  - Sayonara, Tama-chan di Kazuyoshi Takeda
  - Jūhan shuttai! di Naoko Matsuda
  - The Seven Deadly Sins - Nanatsu no taizai di Nakaba Suzuki
  - Hikidashi ni terrarium di Ryōko Kui
  - Erased, di Kei Sanbe
  - One-Punch Man di One e Yūsuke Murata

### Ottava edizione (2015)
- Vincitore[23]: Disegnaǃ - Kakukaku shikajika di Akiko Higashimura
- Candidati[24]:
  - Innocent di Shin'ichi Sakamoto
  - Ōsama-tachi no viking di Sadayasu e Makoto Fukami
  - Kasane di Daruma Matsuura
  - L'assistente del mese - Gekkan shojo Nozaki kun di Izumi Tsubaki
  - A Silent Voice di Yoshitoki Ōima
  - Kodomo wa wakatte agenai di Rettou Tajima
  - Dimitri Tomkins di Fumiko Takano
  - Blue Giant di Shinichi Ishizuka
  - Land of the Lustrous di Haruko Ichikawa
  - Welcome to the Ballroom di Tomo Takeuchi
  - Erased di Kei Sanbe
  - My Hero Academia di Kōhei Horikoshi
  - The Ancient Magus Bride di Kore Yamazaki

### Nona edizione (2016)
- Vincitore[25]: Golden Kamui di Satoru Noda
- Candidati[26]:
  - Okazaki ni sasagu di Saho Yamamoto
  - Come dopo la pioggia di Jun Mayuzuki
  - Dungeon Food di Ryōko Kui
  - Tokyo tarareba musume di Akiko Higashimura
  - Tonkatsu DJ Agetarō di Iipyao e Yūjirō Koyama
  - Nami yo kiite kure di Hiroaki Samura
  - Hyakumanjō Labyrinth di Takamichi
  - Blue Giant di Shinichi Ishizuka
  - Erased di Kei Sanbe
  - Machida-kun no sekai di Yuki Andō

### Decima edizione (2017)
- Vincitore[27]: Hibiki: Shōsetsuka ni naru hōhō di Mitsuharu Yanamoto
- Candidati[28]:
  - Aoashi di Yūgo Kobayashi e Naohiko Ueno
  - Karakai jozu no Takagi-san di Sōichirō Yamamoto
  - Dungeon Food di Ryōko Kui
  - Tokyo tarareba musume di Akiko Higashimura
  - Kin no kuni mizu no kuni di Nao Iwamoto
  - Born to Be on Air! di Hiroaki Samura
  - Hi Score Girl di Rensuke Oshikiri
  - Kūtei Dragons di Taku Kuwabara
  - Golden Gold di Seita Horio
  - Fire Punch di Tatsuki Fujimoto
  - The Promised Neverland di Kaiu Shirai e Posuka Demizu
  - Watashi no shōnen di Hitomi Takano

### Undicesima edizione (2018)
- Vincitore[29]: Beastars di Paru Itagaki
- Candidati:
  - Eiga daisuki Pompo-san di Shogo Sugitani
  - Keep Your Hands Off Eizouken! di Sumito Ōwara
  - Golden Gold di Seita Horio
  - Dungeon Food di Ryōko Kui
  - Atelier of Witch Hat di Kamome Shirahama
  - Nagi no oitoma di Misato Konari
  - To Your Eternity di Yoshitoki Ōima
  - Made in Abyss di Akihito Tsukushi
  - The Promised Neverland di Kaiu Shirai e Posuka Demizu
  - Smile Down the Runway di Kotoba Inoya
  - Warera Contactee di Rui Morita

### Dodicesima edizione (2019)
- Vincitore[30]: Astra - Lost in Space di Kenta Shinohara
- Candidati:
  - 1122 di Peko Watanabe
  - Ikoku nikki di Tomoko Yamashita
  - Kengōji-san wa mendōkusai di Minoru Toyoda
  - Golden Gold di Seita Horio
  - Sazan to suisei no shōjo di Yuriko Akase
  - Dungeon Food di Ryōko Kui
  - Nagi no oitoma di Misato Konari
  - Hakumei to Mikochi di Takuto Kashiki
  - Blue Period di Tsubasa Yamaguchi
  - Hokuhokusei ni kumo to ike di Aki Irie
  - Don't Call it Mystery di Rui Morita
  - Metamorphose no engawa di Kaori Tsuritani

### Tredicesima edizione (2020)
- Vincitore[31]: Blue Period di Tsubasa Yamaguchi
- Candidati:
  - Spy × Family di Tatsuya Endo
  - Skip & Loafer di Misaki Takamatsu
  - Born to Be on Air! di Hiroaki Samura
  - Mizu wa umi ni mukatte nagareru di Rettō Tajima
  - Don't Call It Mystery di Rui Morita
  - Muchū sa, kimi ni di Yama Wayama
  - Chainsaw Man di Tatsuki Fujimoto
  - Maku musubi di Shin Hotani
  - Ikoku Nikki di Tomoko Yamashita
  - The Dangers in My Heart di Norio Sakurai
  - Ashita shinu ni wa di Sumako Kari

### Quattordicesima edizione (2021)
- Vincitore[32]: Frieren - Oltre la fine del viaggio di Kanehito Yamada e Tsukasa Abe
- Candidati:
  - Chi: Chikyū no Undō ni Tsuite di Uoto
  - Let's Go Karaoke! di Yama Wayama
  - Mizu wa Umi ni Mukatte Nagareru di Rettō Tajima
  - Oshi no ko - My Star di Aka Akasaka e Mengo Yokoyari
  - Kaiju No. 8 di Naoya Matsumoto
  - Onna no Sono no Hoshi di Yama Wayama
  - BL Metamorphosis di Kaori Tsurutani
  - Kowloon Generic Romance di Jun Mayuzuki
  - Spy × Family di Tatsuya Endo

### Quindicesima edizione (2022)
- Vincitore[33]: Darwin Jihen di Shun Umezawa
- Candidati:
  - Look Back di Tatsuki Fujimoto
  - Hirayasumi di Keigo Shinzō
  - Onna no Sono no Hoshi di Yama Wayama
  - Chi: Chikyū no Undō ni Tsuite di Uoto
  - Trillion Game di Riichirō Inagaki e Ryōichi Ikegami
  - DanDaDan di Yukinobu Tatsu
  - Oshi no Ko di Aka Akasaka e Mengo Yokoyari
  - Umi ga Hashiru Endroll di John Tarachine
  - Jitenshaya-san no Takahashi-kun di Arare Matsumushi

### Sedicesima edizione (2023)
- Vincitore[34]: Kore Kaite Shine di Minoru Toyoda
- Candidati:
  - Akane Banashi di Yūki Suenaga e Takamasa Moue
  - Onna no Sono no Hoshi di Yama Wayama
  - Seihantai na Kimi to Boku di Kōcha Agasawa
  - Tenmaku no Jadūgal di Tomato Soup
  - Nippon Sangoku di Matsuki Ikka
  - Goodbye, Eri di Tatsuki Fujimoto
  - Smoking Behind the Supermarket with You di Jinushi
  - Gekikou Kamen di Takayuki Yamaguchi
  - Takopi's Original Sin di Taizan5
  - L'estate in cui Hikaru è morto di Mokumokuren

### Diciassettesima edizione (2024)
- Vincitore[35]: Kimi to Uchū o Aruku Tame ni di Inuhiko Doronoda
- Candidati:
  - Yomi no tsugai di Hiromu Arakawa
  - Kanda Gokura-chō Shokunin-Banashi di Akihito Sakaue
  - Heiwa no Kuni no Shimazaki e di Gōden Hamada e Takeshi Seshimo
  - Daiyamondo no Kōzai di Ōhashi Hirai
  - Tenmaku no Jādūgaru di Tomato Soup
  - Seihantai na Kimi to Boku di Kōcha Agasawa
  - Hirayasumi di Keigo Shinzō
  - Gekikou Kamen di Takayuki Yamaguchi
  - Tamaki to Amane di Fumi Yoshinaga
  - Fami-res Iko di Yama Wayama

### Diciottesima edizione (2025)
- Vincitore[36]: Alice, Doko Made mo di Kiko Urino
- Candidati:
  - Robō no Fujii di Kurao Nabe
  - Futsū no Keionbu di Kuwahali e Tetsuo Ideuchi
  - Magus of the Library di Mitsu Izumi
  - Dokudami no Hanasaku Koro di Shiho Kido
  - Shinimodori no Mahō Gakkō Seikatsu o, Moto Koibito to Purorōgu kara (Tadashi Kōkando wa Zero) di Eiko Mutsuhana, Gin Shirakawa e Yugiri Aika
  - Onna no Sono no Hoshi di Yama Wayama
  - Cosmos di Ryuhei Tamura
  - Konoyo wa Tatakau Kachi ga Aru di Hatsumi Kodama
  - Dokagui Daisuki! Mochizuki-san di Kamome Maruyono